# Dan Petrescu
Daniel Vasile Petrescu, detto Dan (Bucarest, 22 dicembre 1967), è un allenatore di calcio ed ex calciatore rumeno, di ruolo difensore, tecnico del CFR Cluj.
Con 95 presenze è il sesto giocatore con più presenze nella nazionale rumena.

## Carriera

### Giocatore

#### Club

Petrescu in azione al Foggia nel 1991

Viene aggregato alla prima squadra della Steaua Bucarest nella stagione 1986-1987, un anno dopo la conquista della Coppa dei Campioni da parte del club romeno. Con questa squadra disputa 95 partite segnando 26 gol, vincendo tre campionati rumeni e due Coppe di Romania.
Passato al Foggia nel 1991, sotto la guida di Zdeněk Zeman contribuirà alle buone annate della società pugliese in Serie A con 55 presenze e 7 gol. Nel 1993 viene ingaggiato dal Genoa, che lo acquista per 2 miliardi di lire.
Nel 1994, dopo il Mondiale di calcio dove con la Romania arriva ai quarti di finale del torneo, si trasferisce in Inghilterra, nelle file dello Sheffield Wednesday. Dopo una stagione passa al Chelsea di Ken Bates, allenato inizialmente da Glenn Hoddle. Petrescu giocherà con il club londinese fino al 2000, collezionando 151 presenze e 17 marcature e vincendo due FA Cup, una Coppa di Lega, una Coppa delle Coppe e una Supercoppa UEFA.
In seguito ha giocato con il Bradford City, il Southampton e il Național Bucarest.
Il 22 aprile 2003 si ritira dal calcio giocato.

#### Nazionale
Con 95 presenze, è uno dei calciatori più presenti nella storia della Nazionale rumena. Con essa disputò 2 Mondiali (1994 e 1998) e 2 Europei (1996 e 2000)

### Allenatore

#### Inizi
Dopo aver ricoperto nel 2002 il ruolo di vice allenatore-giocatore di Walter Zenga al Național Bucareșt, nel 2003 allena lo Sportul Studențesc București.

#### Rapid Bucarest e Sportul Studențesc
Il 9 dicembre 2003 viene nominato nuovo allenatore del Rapid Bucarest firmando un contratto di tre anni in sostituzione dell'esonerato Mircea Rednic, prendendo la squadra al terzo posto in campionato a 3 punti dalle capoliste Dinamo Bucarest e Steaua Bucarest. Il 14 aprile 2004 dopo la sconfitta per 3 a 1 contro l'Universitatea Craiova si dimette dalla guida dopo appena quattro mesi ottenendo due vittorie in sei partite di campionato, aumentando il distacco delle capoliste a 8 punti e venendo eliminato nella Coppa di Romania ai quarti di finale dal Oțelul Galați.
Il 16 giugno ritorna alla guida del Sportul Studențesc București firmando un contratto di quattro anni. Il 9 dicembre per vari problemi finanziari, con la decisione di smantellare la squadra per fare cassa e con gli stipendi non pagati era in procinto di dimettersi per poi cambiare idea il giorno seguente.

#### Wisła Cracovia e Unirea Urziceni
Il 14 dicembre 2005 viene nominato allenatore del Wisla Cracovia. Il 18 settembre 2006 la dirigenza lo esonera dopo la sconfitta interna contro l'Iraklis per l'andata del primo turno della Coppa UEFA nonostante il secondo posto in campionato.
Nel 2006 viene nominato allenatore del Unirea Urziceni. Il primo anno arriva al decimo posto in campionato e viene eliminato in Coppa di Romania ai ottavi di finale dal Oțelul Galați. Il secondo anno di piazza quinto posto campionato con acceso diretto al primo turno di Coppa UEFA e viene battuto in finale della Coppa di Romania dal CFR Cluj per 2 a 1. Il terzo anno vince il campionato con accesso diretto ai gironi della Champions League, in Coppa di Romania viene eliminato ai quarti di finale dal Vaslui e in Coppa UEFA viene eliminato al primo turno dall'Amburgo. Il quarto anno perde la finale di Supercoppa di Romania battuta dal CFR Cluj, viene eliminato ai quarti della Coppa di Romania dal Brașov ed esce dalla Champions League classificandosi terzo posto nel suo girone, ma viene ammessa ai sedicesimi di finale dell'Europa League. Il 26 dicembre 2009 si dimette lasciando la squadra in testa al campionato con 34 punti insieme al CFR Cluj e al Steaua Bucarest.

#### Kuban' e Dinamo Mosca

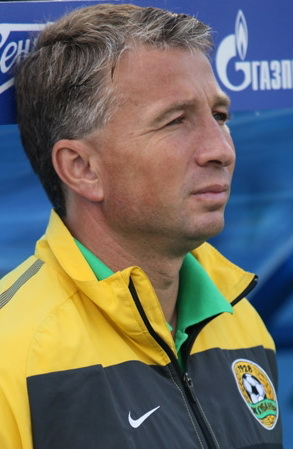
Petrescu alla guida del Kuban nel 2011

Dopo due giorni firma un contratto quinquennale come nuovo allenatore del Kuban', club di seconda divisione russa. Il primo anno arriva al primo posto in campionato ottenendo l'accesso diretto in Prem'er-Liga, la massima divisione russa e in Coppa di Russia viene eliminato al quinto turno dal Černomorec Novorossijsk. Il 29 novembre 2011 rinnova di un altro anno. Il secondo anno in campionato arriva al sesto posto per la prima fase, ottavo posto per la poule e in Coppa di Russia viene eliminato ai sedicesimi di finale dal Dinamo Brjansk. Il 14 agosto 2012 decide di dimettersi.
Il 17 agosto ha firmato un contratto triennale con la Dinamo Mosca. Il primo anno alla guida del club russo si piazza ottavo posto in campionato, nella Coppa di Russia viene eliminato ai quarti di finale dall'Anži per 1 a 0 e in Europa League viene eliminato ai playoff dallo Stoccarda. Il 25 febbraio 2013 rinnova per altri due anni. L'8 aprile 2014 viene esonerato dopo la sconfitta per 4 a 0 dall'Anži lasciando la squadra al quarto posto con 43 punti e a 8 punti dalla capolista Lokomotiv Mosca.

#### Al-Arabi e Târgu Mureș
Il 5 giugno dopo una lunga trattativa viene ufficializzato la sua nomina come allenatore dell'Al-Arabi. Il 1 dicembre con la sconfitta interna per 4 a 2 contro l'Al-Ahly Doha viene sollevato dall'incarico, dopo che nel primo tempo conduceva la partita in vantaggio per 2 a 0. Lascia il club all'ottavo posto in campionato con 14 punti in 11 partite.
Il 10 giugno 2015 ritorna in Romania nelle vesti del nuovo tecnico del Târgu Mureș. Il 9 luglio il giorno prima che inizia il campionato e il giorno dopo aver vinto la Supercoppa di Romania battendo per 1 a 0 lo Steaua Bucarest si dimette dall'incarico per andar allenare in Cina decisione presa anche dai vari problemi finanziari del club rumeno.

#### Jiangsu Suning
Il 15 luglio viene nominato nuovo allenatore del Jiangsu Suning squadra che milita nella Chinese Super League la massima serie cinese, in sostituzione dell'esonerato Arie Schans, e il terzo allenatore che viene nominato dal club cinese nel corso della stagione. Si piazza ottavo posto in campionato e vince la Coppa della Cina battendo in finale lo Shanghai Shenhua. Il secondo anno inizia subito con la sconfitta nella Supercoppa di Cina perdendo la finale con i campioni del Guangzhou Evergrande di Felipe Scolari. Il 2 giugno 2016 viene esonerato dal gruppo Suning proprietaria della squadra, dopo aver totalizzato 6 vittorie 4 pareggi e 1 sconfitta in 11 partite.

#### Kuban' e Al-Nasr
Il 14 giugno viene nominato tecnico del Kuban' Krasnodar facendo così ritorno al club russo. Il 4 ottobre con la squadra al quattordicesimo posto a 8 punti dalla zona play-off, rescinde consensualmente il contratto, malgrado tre giorni fa fosse arrivata la vittoria contro lo Enisej.
Il 31 ottobre viene nominato allenatore dell'Al-Nasr. Conclude il campionato al sesto posto, nella UAE Arabian Gulf Cup arriva al terzo posto nel proprio girone non riuscendo ad accedere alla fase successiva e perde la finale della Coppa del Presidente degli Emirati Arabi Uniti contro Al-Wahda per 3 a 0. Il 26 maggio 2017 viene sostituito da Cesare Prandelli.

#### Le tre gestioni del CFR Cluj con le parentesi cinese e turca
Il 10 giugno 2017 viene ufficializzato come nuovo tecnico del CFR Cluj, facendo così ritorno al campionato rumeno. Nel 2017-2018 guida i suoi alla vittoria del titolo nazionale.
Il 7 giugno 2018 diventa il nuovo allenatore del Guizhou Hengfeng.
Il 22 marzo 2019 torna al CFR Cluj, che guida alla vittoria del titolo nazionale nel 2018-2019 e nel 2019-2020. Il 30 novembre 2020, a seguito di risultati negativi nella prima parte di stagione, viene esonerato.
Il 10 gennaio 2021 assume la guida dei turchi del Kayserispor, firmando un contratto di un anno e mezzo. Il 25 febbraio, dopo 2 vittorie, 3 pareggi e 3 sconfitte in campionato, lascia l'incarico per ragioni familiari che lo spingono a tornare in Romania.
Il 31 gennaio 2021 subentra nuovamente sulla panchina del CFR Cluj, con cui vince il campionato rumeno nel 2021-2022.

#### Jeonbuk Hyundai
Il 9 giugno 2023 si trasferisce in Corea del Sud, dove diventa il nuovo tecnico dello Jeonbuk Hyundai. Nel 2024 torna poi al Cluj per la fase finale del campionato terminando dietro alla Steaua Bucarest.

## Statistiche

### Cronologia presenze e reti in nazionale
| Cronologia completa delle presenze e delle reti in nazionale ― Romania | Cronologia completa delle presenze e delle reti in nazionale ― Romania | Cronologia completa delle presenze e delle reti in nazionale ― Romania | Cronologia completa delle presenze e delle reti in nazionale ― Romania | Cronologia completa delle presenze e delle reti in nazionale ― Romania | Cronologia completa delle presenze e delle reti in nazionale ― Romania | Cronologia completa delle presenze e delle reti in nazionale ― Romania | Cronologia completa delle presenze e delle reti in nazionale ― Romania |
| Data                                                                   | Città                                                                  | In casa                                                                | Risultato                                                              | Ospiti                                                                 | Competizione                                                           | Reti                                                                   | Note                                                                   |
| ---------------------------------------------------------------------- | ---------------------------------------------------------------------- | ---------------------------------------------------------------------- | ---------------------------------------------------------------------- | ---------------------------------------------------------------------- | ---------------------------------------------------------------------- | ---------------------------------------------------------------------- | ---------------------------------------------------------------------- |
| 29-3-1989                                                              | Sibiu                                                                  | Romania                                                                | 1 – 0                                                                  | Italia                                                                 | Amichevole                                                             | -                                                                      |                                                                        |
| 12-4-1989                                                              | Varsavia                                                               | Polonia                                                                | 2 – 1                                                                  | Romania                                                                | Amichevole                                                             | -                                                                      |                                                                        |
| 31-8-1989                                                              | Setúbal                                                                | Portogallo                                                             | 0 – 0                                                                  | Romania                                                                | Amichevole                                                             | -                                                                      |                                                                        |
| 5-9-1989                                                               | Nitra                                                                  | Cecoslovacchia                                                         | 2 – 0                                                                  | Romania                                                                | Amichevole                                                             | -                                                                      | 60’                                                                    |
| 15-11-1989                                                             | Bucarest                                                               | Romania                                                                | 3 – 1                                                                  | Danimarca                                                              | Qual. Mondiali 1990                                                    | -                                                                      |                                                                        |
| 4-2-1990                                                               | Algeri                                                                 | Algeria                                                                | 0 – 0                                                                  | Romania                                                                | Amichevole                                                             | -                                                                      |                                                                        |
| 28-3-1990                                                              | Il Cairo                                                               | Egitto                                                                 | 1 – 3                                                                  | Romania                                                                | Amichevole                                                             | -                                                                      |                                                                        |
| 3-4-1990                                                               | Losanna                                                                | Svizzera                                                               | 2 – 1                                                                  | Romania                                                                | Amichevole                                                             | -                                                                      |                                                                        |
| 29-8-1990                                                              | Mosca                                                                  | Unione Sovietica                                                       | 1 – 2                                                                  | Romania                                                                | Amichevole                                                             | -                                                                      |                                                                        |
| 12-9-1990                                                              | Glasgow                                                                | Scozia                                                                 | 2 – 1                                                                  | Romania                                                                | Qual. Euro 1992                                                        | -                                                                      |                                                                        |
| 26-9-1990                                                              | Bucarest                                                               | Romania                                                                | 2 – 1                                                                  | Polonia                                                                | Amichevole                                                             | -                                                                      |                                                                        |
| 17-10-1990                                                             | Bucarest                                                               | Romania                                                                | 0 – 3                                                                  | Bulgaria                                                               | Qual. Euro 1992                                                        | -                                                                      |                                                                        |
| 5-12-1990                                                              | Bucarest                                                               | Romania                                                                | 6 – 0                                                                  | San Marino                                                             | Qual. Euro 1992                                                        | 1                                                                      |                                                                        |
| 27-3-1991                                                              | Serravalle                                                             | San Marino                                                             | 1 – 3                                                                  | Romania                                                                | Qual. Euro 1992                                                        | -                                                                      |                                                                        |
| 3-4-1991                                                               | Neuchâtel                                                              | Svizzera                                                               | 0 – 0                                                                  | Romania                                                                | Qual. Euro 1992                                                        | -                                                                      |                                                                        |
| 17-4-1991                                                              | Cáceres                                                                | Spagna                                                                 | 0 – 2                                                                  | Romania                                                                | Amichevole                                                             | -                                                                      |                                                                        |
| 23-5-1991                                                              | Oslo                                                                   | Norvegia                                                               | 1 – 0                                                                  | Romania                                                                | Amichevole                                                             | -                                                                      |                                                                        |
| 16-10-1991                                                             | Bucarest                                                               | Romania                                                                | 1 – 0                                                                  | Scozia                                                                 | Qual. Euro 1992                                                        | -                                                                      |                                                                        |
| 8-4-1992                                                               | Bucarest                                                               | Romania                                                                | 2 – 0                                                                  | Lettonia                                                               | Amichevole                                                             | 1                                                                      |                                                                        |
| 6-5-1992                                                               | Bucarest                                                               | Romania                                                                | 7 – 0                                                                  | Fær Øer                                                                | Qual. Mondiali 1994                                                    | -                                                                      |                                                                        |
| 20-5-1992                                                              | Bucarest                                                               | Romania                                                                | 5 – 1                                                                  | Galles                                                                 | Qual. Mondiali 1994                                                    | -                                                                      |                                                                        |
| 14-10-1992                                                             | Bruxelles                                                              | Belgio                                                                 | 1 – 0                                                                  | Romania                                                                | Qual. Mondiali 1994                                                    | -                                                                      |                                                                        |
| 14-11-1992                                                             | Bucarest                                                               | Romania                                                                | 1 – 1                                                                  | Cecoslovacchia                                                         | Qual. Mondiali 1994                                                    | -                                                                      | 70’                                                                    |
| 29-11-1992                                                             | Larnaca                                                                | Cipro                                                                  | 1 – 4                                                                  | Romania                                                                | Qual. Mondiali 1994                                                    | -                                                                      |                                                                        |
| 14-4-1993                                                              | Bucarest                                                               | Romania                                                                | 2 – 1                                                                  | Cipro                                                                  | Qual. Mondiali 1994                                                    | -                                                                      | 53’                                                                    |
| 8-9-1993                                                               | Toftir                                                                 | Fær Øer                                                                | 0 – 4                                                                  | Romania                                                                | Qual. Mondiali 1994                                                    | -                                                                      | 76’                                                                    |
| 13-10-1993                                                             | Bucarest                                                               | Romania                                                                | 2 – 1                                                                  | Belgio                                                                 | Qual. Mondiali 1994                                                    | -                                                                      |                                                                        |
| 17-11-1993                                                             | Cardiff                                                                | Galles                                                                 | 1 – 2                                                                  | Romania                                                                | Qual. Mondiali 1994                                                    | -                                                                      |                                                                        |
| 23-3-1994                                                              | Belfast                                                                | Irlanda del Nord                                                       | 2 – 0                                                                  | Romania                                                                | Amichevole                                                             | -                                                                      |                                                                        |
| 20-4-1994                                                              | Bucarest                                                               | Romania                                                                | 3 – 0                                                                  | Bolivia                                                                | Amichevole                                                             | -                                                                      |                                                                        |
| 25-5-1994                                                              | Bucarest                                                               | Romania                                                                | 2 – 0                                                                  | Nigeria                                                                | Amichevole                                                             | 1                                                                      |                                                                        |
| 1-6-1994                                                               | Bucarest                                                               | Romania                                                                | 0 – 0                                                                  | Slovenia                                                               | Amichevole                                                             | -                                                                      |                                                                        |
| 12-6-1994                                                              | Mission Viejo                                                          | Romania                                                                | 1 – 1                                                                  | Svezia                                                                 | Amichevole                                                             | -                                                                      |                                                                        |
| 18-6-1994                                                              | Pasadena                                                               | Colombia                                                               | 1 – 3                                                                  | Romania                                                                | Mondiali 1994 - 1º turno                                               | -                                                                      |                                                                        |
| 22-6-1994                                                              | Detroit                                                                | Romania                                                                | 1 – 4                                                                  | Svizzera                                                               | Mondiali 1994 - 1º turno                                               | -                                                                      |                                                                        |
| 26-6-1994                                                              | Pasadena                                                               | Stati Uniti                                                            | 0 – 1                                                                  | Romania                                                                | Mondiali 1994 - 1º turno                                               | 1                                                                      | 73’                                                                    |
| 3-7-1994                                                               | Pasadena                                                               | Romania                                                                | 3 – 2                                                                  | Argentina                                                              | Mondiali 1994 - Ottavi di finale                                       | -                                                                      |                                                                        |
| 10-7-1994                                                              | Stanford                                                               | Romania                                                                | 2 – 2 dts (4 – 5 dtr)                                                  | Svezia                                                                 | Mondiali 1994 - Quarti di finale                                       | -                                                                      |                                                                        |
| 7-9-1994                                                               | Bucarest                                                               | Romania                                                                | 3 – 0                                                                  | Azerbaigian                                                            | Qual. Euro 1996                                                        | 1                                                                      |                                                                        |
| 8-10-1994                                                              | Saint-Étienne                                                          | Francia                                                                | 0 – 0                                                                  | Romania                                                                | Qual. Euro 1996                                                        | -                                                                      |                                                                        |
| 12-10-1994                                                             | Londra                                                                 | Inghilterra                                                            | 1 – 1                                                                  | Romania                                                                | Amichevole                                                             | -                                                                      |                                                                        |
| 12-11-1994                                                             | Bucarest                                                               | Romania                                                                | 3 – 2                                                                  | Slovacchia                                                             | Qual. Euro 1996                                                        | -                                                                      |                                                                        |
| 14-12-1994                                                             | Tel Aviv                                                               | Israele                                                                | 1 – 1                                                                  | Romania                                                                | Qual. Euro 1996                                                        | -                                                                      |                                                                        |
| 29-3-1995                                                              | Bucarest                                                               | Romania                                                                | 2 – 1                                                                  | Polonia                                                                | Qual. Euro 1996                                                        | -                                                                      |                                                                        |
| 26-4-1995                                                              | Trebisonda                                                             | Azerbaigian                                                            | 1 – 4                                                                  | Romania                                                                | Qual. Euro 1996                                                        | -                                                                      |                                                                        |
| 7-6-1995                                                               | Bucarest                                                               | Romania                                                                | 2 – 1                                                                  | Israele                                                                | Qual. Euro 1996                                                        | -                                                                      |                                                                        |
| 6-9-1995                                                               | Zabrze                                                                 | Polonia                                                                | 0 – 0                                                                  | Romania                                                                | Qual. Euro 1996                                                        | -                                                                      |                                                                        |
| 11-10-1995                                                             | Bucarest                                                               | Romania                                                                | 1 – 3                                                                  | Francia                                                                | Qual. Euro 1996                                                        | -                                                                      |                                                                        |
| 15-11-1995                                                             | Košice                                                                 | Slovacchia                                                             | 0 – 2                                                                  | Romania                                                                | Qual. Euro 1996                                                        | -                                                                      |                                                                        |
| 27-3-1996                                                              | Belgrado                                                               | Jugoslavia                                                             | 1 – 0                                                                  | Romania                                                                | Amichevole                                                             | -                                                                      | 61’                                                                    |
| 1-6-1996                                                               | Bucarest                                                               | Romania                                                                | 3 – 1                                                                  | Moldavia                                                               | Amichevole                                                             | 1                                                                      | 66’                                                                    |
| 10-6-1996                                                              | Newcastle-upon-Tyne                                                    | Romania                                                                | 0 – 1                                                                  | Francia                                                                | Euro 1996 - 1º turno                                                   | -                                                                      | 77’                                                                    |
| 13-6-1996                                                              | Newcastle-upon-Tyne                                                    | Bulgaria                                                               | 1 – 0                                                                  | Romania                                                                | Euro 1996 - 1º turno                                                   | -                                                                      |                                                                        |
| 18-6-1996                                                              | Leeds                                                                  | Romania                                                                | 1 – 2                                                                  | Spagna                                                                 | Euro 1996 - 1º turno                                                   | -                                                                      |                                                                        |
| 31-8-1996                                                              | Bucarest                                                               | Romania                                                                | 3 – 0                                                                  | Lituania                                                               | Qual. Mondiali 1998                                                    | 1                                                                      | 81’                                                                    |
| 9-10-1996                                                              | Reykjavík                                                              | Islanda                                                                | 0 – 4                                                                  | Romania                                                                | Qual. Mondiali 1998                                                    | 1                                                                      |                                                                        |
| 14-12-1996                                                             | Skopje                                                                 | Macedonia                                                              | 0 – 3                                                                  | Romania                                                                | Qual. Mondiali 1998                                                    | -                                                                      |                                                                        |
| 29-3-1997                                                              | Bucarest                                                               | Romania                                                                | 8 – 0                                                                  | Liechtenstein                                                          | Qual. Mondiali 1998                                                    | 1                                                                      | 70’                                                                    |
| 2-4-1997                                                               | Vilnius                                                                | Lituania                                                               | 0 – 1                                                                  | Romania                                                                | Qual. Mondiali 1998                                                    | -                                                                      |                                                                        |
| 30-4-1997                                                              | Bucarest                                                               | Romania                                                                | 1 – 0                                                                  | Irlanda                                                                | Qual. Mondiali 1998                                                    | -                                                                      |                                                                        |
| 20-8-1997                                                              | Bucarest                                                               | Romania                                                                | 4 – 2                                                                  | Macedonia                                                              | Qual. Mondiali 1998                                                    | -                                                                      |                                                                        |
| 6-9-1997                                                               | Eschen                                                                 | Liechtenstein                                                          | 1 – 8                                                                  | Romania                                                                | Qual. Mondiali 1998                                                    | -                                                                      | cap.                                                                   |
| 10-9-1997                                                              | Bucarest                                                               | Romania                                                                | 4 – 0                                                                  | Islanda                                                                | Qual. Mondiali 1998                                                    | 1                                                                      |                                                                        |
| 11-10-1997                                                             | Dublino                                                                | Irlanda                                                                | 1 – 1                                                                  | Romania                                                                | Qual. Mondiali 1998                                                    | -                                                                      |                                                                        |
| 19-11-1997                                                             | Palma di Maiorca                                                       | Spagna                                                                 | 1 – 1                                                                  | Romania                                                                | Amichevole                                                             | -                                                                      |                                                                        |
| 8-4-1998                                                               | Bucarest                                                               | Romania                                                                | 2 – 1                                                                  | Grecia                                                                 | Amichevole                                                             | -                                                                      | cap.                                                                   |
| 22-4-1998                                                              | Bruxelles                                                              | Belgio                                                                 | 1 – 1                                                                  | Romania                                                                | Amichevole                                                             | -                                                                      | 87’                                                                    |
| 3-6-1998                                                               | Bucarest                                                               | Romania                                                                | 3 – 2                                                                  | Paraguay                                                               | Amichevole                                                             | -                                                                      |                                                                        |
| 6-6-1998                                                               | Ploiești                                                               | Romania                                                                | 5 – 1                                                                  | Moldavia                                                               | Amichevole                                                             | 1                                                                      |                                                                        |
| 15-6-1998                                                              | Lione                                                                  | Romania                                                                | 1 – 0                                                                  | Colombia                                                               | Mondiali 1998 - 1º turno                                               | -                                                                      | 78’                                                                    |
| 22-6-1998                                                              | Tolosa                                                                 | Romania                                                                | 2 – 1                                                                  | Inghilterra                                                            | Mondiali 1998 - 1º turno                                               | 1                                                                      |                                                                        |
| 26-6-1998                                                              | Saint-Denis                                                            | Tunisia                                                                | 1 – 1                                                                  | Romania                                                                | Mondiali 1998 - 1º turno                                               | -                                                                      |                                                                        |
| 30-6-1998                                                              | Bordeaux                                                               | Romania                                                                | 0 – 1                                                                  | Croazia                                                                | Mondiali 1998 - Ottavi di finale                                       | -                                                                      | 70’ 76’                                                                |
| 19-8-1998                                                              | Oslo                                                                   | Norvegia                                                               | 0 – 0                                                                  | Romania                                                                | Amichevole                                                             | -                                                                      |                                                                        |
| 2-9-1998                                                               | Bucarest                                                               | Romania                                                                | 7 – 0                                                                  | Liechtenstein                                                          | Qual. Euro 2000                                                        | -                                                                      |                                                                        |
| 5-9-1998                                                               | Ta' Qali                                                               | Germania                                                               | 1 – 1                                                                  | Germania                                                               | Amichevole                                                             | -                                                                      |                                                                        |
| 10-10-1998                                                             | Porto                                                                  | Portogallo                                                             | 0 – 1                                                                  | Romania                                                                | Qual. Euro 2000                                                        | -                                                                      | 83’                                                                    |
| 14-10-1998                                                             | Bucarest                                                               | Ungheria                                                               | 1 – 1                                                                  | Romania                                                                | Qual. Euro 2000                                                        | -                                                                      |                                                                        |
| 10-3-1999                                                              | Bucarest                                                               | Romania                                                                | 0 – 2                                                                  | Israele                                                                | Amichevole                                                             | -                                                                      | cap.                                                                   |
| 27-3-1999                                                              | Bucarest                                                               | Romania                                                                | 0 – 0                                                                  | Slovacchia                                                             | Qual. Euro 2000                                                        | -                                                                      |                                                                        |
| 5-6-1999                                                               | Bucarest                                                               | Romania                                                                | 2 – 0                                                                  | Ungheria                                                               | Qual. Euro 2000                                                        | -                                                                      |                                                                        |
| 9-6-1999                                                               | Bucarest                                                               | Romania                                                                | 4 – 0                                                                  | Azerbaigian                                                            | Qual. Euro 2000                                                        | -                                                                      |                                                                        |
| 18-8-1999                                                              | Limassol                                                               | Cipro                                                                  | 2 – 2                                                                  | Romania                                                                | Amichevole                                                             | -                                                                      | 81’                                                                    |
| 4-9-1999                                                               | Bratislava                                                             | Slovacchia                                                             | 1 – 5                                                                  | Romania                                                                | Qual. Euro 2000                                                        | -                                                                      |                                                                        |
| 8-9-1999                                                               | Bucarest                                                               | Romania                                                                | 1 – 1                                                                  | Portogallo                                                             | Qual. Euro 2000                                                        | -                                                                      | 45’ 46’                                                                |
| 9-10-1999                                                              | Vaduz                                                                  | Liechtenstein                                                          | 0 – 3                                                                  | Romania                                                                | Qual. Euro 2000                                                        | -                                                                      |                                                                        |
| 29-3-2000                                                              | Atene                                                                  | Grecia                                                                 | 2 – 0                                                                  | Romania                                                                | Amichevole                                                             | -                                                                      | 74’                                                                    |
| 27-5-2000                                                              | Amsterdam                                                              | Paesi Bassi                                                            | 2 – 1                                                                  | Romania                                                                | Amichevole                                                             | -                                                                      | 46’                                                                    |
| 3-6-2000                                                               | Bucarest                                                               | Romania                                                                | 2 – 1                                                                  | Grecia                                                                 | Amichevole                                                             | -                                                                      |                                                                        |
| 12-6-2000                                                              | Liegi                                                                  | Germania                                                               | 1 – 1                                                                  | Romania                                                                | Euro 2000 - 1º turno                                                   | -                                                                      | 69’                                                                    |
| 17-6-2000                                                              | Arnhem                                                                 | Romania                                                                | 0 – 1                                                                  | Portogallo                                                             | Euro 2000 - 1º turno                                                   | -                                                                      | 23’ 64’                                                                |
| 20-6-2000                                                              | Charleroi                                                              | Inghilterra                                                            | 2 – 3                                                                  | Romania                                                                | Euro 2000 - 1º turno                                                   | -                                                                      | 40’                                                                    |
| 16-8-2000                                                              | Bucarest                                                               | Romania                                                                | 1 – 1                                                                  | Polonia                                                                | Amichevole                                                             | -                                                                      | 69’                                                                    |
| 3-9-2000                                                               | Bucarest                                                               | Romania                                                                | 1 – 0                                                                  | Lituania                                                               | Qual. Mondiali 2002                                                    | -                                                                      |                                                                        |
| 7-10-2000                                                              | Milano                                                                 | Italia                                                                 | 3 – 0                                                                  | Romania                                                                | Qual. Mondiali 2002                                                    | -                                                                      | 46’                                                                    |
| Totale                                                                 |                                                                        | Presenze (6º posto)                                                    | 95                                                                     |                                                                        | Reti                                                                   | 12                                                                     |                                                                        |

### Statistiche da allenatore

#### Club
In grassetto le competizioni vinte.
| Stagione                  | Squadra                   | Campionato                | Campionato | Campionato | Campionato | Campionato | Coppe nazionali | Coppe nazionali | Coppe nazionali | Coppe nazionali | Coppe nazionali | Coppe continentali | Coppe continentali | Coppe continentali | Coppe continentali | Coppe continentali | Altre coppe | Altre coppe | Altre coppe | Altre coppe | Altre coppe | Totale | Totale | Totale | Totale | % Vittorie | Piazzamento     |
| Stagione                  | Squadra                   | Comp                      | G          | V          | N          | P          | Comp            | G               | V               | N               | P               | Comp               | G                  | V                  | N                  | P                  | Comp        | G           | V           | N           | P           | G      | V      | N      | P      | %          | Piazzamento     |
| ------------------------- | ------------------------- | ------------------------- | ---------- | ---------- | ---------- | ---------- | --------------- | --------------- | --------------- | --------------- | --------------- | ------------------ | ------------------ | ------------------ | ------------------ | ------------------ | ----------- | ----------- | ----------- | ----------- | ----------- | ------ | ------ | ------ | ------ | ---------- | --------------- |
| lug.-dic. 2003            | Sportul Studențesc        | DB                        | 15         | 12         | 3          | 0          | CR              | -               | -               | -               | -               | -                  | -                  | -                  | -                  | -                  | -           | -           | -           | -           | -           | 15     | 12     | 3      | 0      | 80,00      | Risoluz.        |
| mar.-apr. 2004            | Rapid Bucarest            | DA                        | 6          | 2          | 2          | 2          | CR              | 1               | 1               | 0               | 0               | -                  | -                  | -                  | -                  | -                  | -           | -           | -           | -           | -           | 7      | 3      | 2      | 2      | 42,86      | Sub, Dim        |
| 2004-2005                 | Sportul Studențesc        | DA                        | 30         | 12         | 9          | 9          | CR              | 4               | 3               | 0               | 1               | -                  | -                  | -                  | -                  | -                  | -           | -           | -           | -           | -           | 34     | 15     | 9      | 10     | 44,12      | 6°              |
| ago.-dic. 2005            | Sportul Studențesc        | DA                        | 15         | 6          | 4          | 5          | CR              | 1               | 0               | 0               | 1               | -                  | -                  | -                  | -                  | -                  | -           | -           | -           | -           | -           | 16     | 6      | 4      | 6      | 37,50      | Dim             |
| Totale Sportul Studentesc | Totale Sportul Studentesc | Totale Sportul Studentesc | 60         | 30         | 16         | 14         |                 | 5               | 3               | 0               | 2               |                    | -                  | -                  | -                  | -                  |             | -           | -           | -           | -           | 65     | 33     | 16     | 16     | 50,77      |                 |
| mar.-mag. 2006            | Wisła Cracovia            | IL                        | 13         | 10         | 1          | 2          | CP              | 0               | 0               | 0               | 0               | -                  | -                  | -                  | -                  | -                  | -           | -           | -           | -           | -           | 13     | 10     | 1      | 2      | 76,92      | Sub, 2°         |
| lug.-set. 2006            | Wisła Cracovia            | IL                        | 7          | 3          | 4          | 0          | CP              | 0               | 0               | 0               | 0               | CU                 | 3                  | 1                  | 1                  | 1                  | -           | -           | -           | -           | -           | 10     | 4      | 5      | 1      | 40,00      | Eson            |
| Totale Wisla Cracovia     | Totale Wisla Cracovia     | Totale Wisla Cracovia     | 20         | 13         | 5          | 2          |                 | 0               | 0               | 0               | 0               |                    | 3                  | 1                  | 1                  | 1                  |             | -           | -           | -           | -           | 23     | 14     | 5      | 3      | 60,87      |                 |
| ott. 2006-2007            | Unirea Urziceni           | Liga I                    | 24         | 8          | 8          | 8          | CR              | 2               | 1               | 0               | 1               | -                  | -                  | -                  | -                  | -                  | -           | -           | -           | -           | -           | 26     | 9      | 8      | 9      | 34,62      | Sub, 10°        |
| 2007-2008                 | Unirea Urziceni           | Liga I                    | 34         | 16         | 13         | 5          | CR              | 5               | 4               | 0               | 1               | -                  | -                  | -                  | -                  | -                  | -           | -           | -           | -           | -           | 39     | 20     | 13     | 6      | 51,28      | 5°              |
| 2008-2009                 | Unirea Urziceni           | Liga I                    | 34         | 21         | 7          | 6          | CR              | 3               | 2               | 0               | 1               | -                  | -                  | -                  | -                  | -                  | -           | -           | -           | -           | -           | 37     | 23     | 7      | 7      | 62,16      | 1°              |
| lug.-dic. 2009            | Unirea Urziceni           | Liga I                    | 17         | 10         | 4          | 3          | CR              | 2               | 1               | 0               | 1               | UCL                | 6                  | 2                  | 2                  | 2                  | SR          | 1           | 0           | 1           | 0           | 26     | 13     | 7      | 6      | 50,00      | Dim             |
| Totale Unirea Urziceni    | Totale Unirea Urziceni    | Totale Unirea Urziceni    | 109        | 55         | 32         | 22         |                 | 12              | 8               | 0               | 4               |                    | 6                  | 2                  | 2                  | 2                  |             | 1           | 0           | 1           | 0           | 128    | 65     | 35     | 28     | 50,78      |                 |
| 2010                      | Kuban'                    | PD                        | 38         | 24         | 8          | 6          | KR              | 1               | 0               | 0               | 1               | -                  | -                  | -                  | -                  | -                  | -           | -           | -           | -           | -           | 39     | 24     | 8      | 7      | 61,54      | 1°, (prom)      |
| 2011-2012                 | Kuban'                    | PL                        | 44         | 15         | 16         | 13         | KR              | 1               | 0               | 0               | 1               | -                  | -                  | -                  | -                  | -                  | -           | -           | -           | -           | -           | 45     | 15     | 16     | 14     | 33,33      | 8°              |
| lug.-ago. 2012            | Kuban'                    | PL                        | 4          | 2          | 0          | 2          | KR              | 0               | 0               | 0               | 0               | -                  | -                  | -                  | -                  | -                  | -           | -           | -           | -           | -           | 4      | 2      | 0      | 2      | 50,00      | Dim             |
| set. 2012-2013            | Dinamo Mosca              | PL                        | 25         | 14         | 6          | 5          | KR              | 3               | 2               | 0               | 1               | UEL                | 2                  | 0                  | 1                  | 1                  | -           | -           | -           | -           | -           | 30     | 16     | 7      | 7      | 53,33      | Sub, 8°         |
| 2013-apr. 2014            | Dinamo Mosca              | PL                        | 24         | 12         | 7          | 5          | KR              | 1               | 0               | 0               | 1               | -                  | -                  | -                  | -                  | -                  | -           | -           | -           | -           | -           | 25     | 12     | 7      | 6      | 48,00      | Eson            |
| Totale Dinamo Mosca       | Totale Dinamo Mosca       | Totale Dinamo Mosca       | 49         | 26         | 13         | 10         |                 | 4               | 2               | 0               | 2               |                    | 2                  | 0                  | 1                  | 1                  |             | -           | -           | -           | -           | 55     | 28     | 14     | 13     | 50,91      |                 |
| ago.-nov. 2014            | Al-Arabi                  | QSL                       | 11         | 3          | 5          | 3          | -               | -               | -               | -               | -               | -                  | -                  | -                  | -                  | -                  | -           | -           | -           | -           | -           | 11     | 3      | 5      | 3      | 27,27      | Eson            |
| giu.-lug. 2015            | Târgu Mureș               | Liga I                    | 0          | 0          | 0          | 0          | CR              | 0               | 0               | 0               | 0               | UEL                | -                  | -                  | -                  | -                  | SR          | 1           | 1           | 0           | 0           | 1      | 1      | 0      | 0      | 100,00&    | Dim             |
| 2015                      | Jiangsu Suning            | CSL                       | 12         | 2          | 4          | 6          | CC              | 5               | 4               | 1               | 0               | -                  | -                  | -                  | -                  | -                  | -           | -           | -           | -           | -           | 17     | 6      | 5      | 6      | 35,29      | Sub, 8°         |
| 2016                      | Jiangsu Suning            | CSL                       | 11         | 6          | 4          | 1          | CC              | 1               | 1               | 0               | 0               | ACL                | 6                  | 2                  | 3                  | 1                  | SC          | 1           | 0           | 0           | 1           | 19     | 9      | 7      | 3      | 47,37      | Eson            |
| Totale Jiangsu Suning     | Totale Jiangsu Suning     | Totale Jiangsu Suning     | 23         | 8          | 8          | 7          |                 | 6               | 5               | 1               | 0               |                    | 6                  | 2                  | 3                  | 1                  |             | 1           | 0           | 0           | 1           | 36     | 15     | 12     | 9      | 41,67      |                 |
| giu.-ott. 2016            | Kuban'                    | PD                        | 15         | 3          | 7          | 5          | KR              | 1               | 0               | 0               | 1               | -                  | -                  | -                  | -                  | -                  | -           | -           | -           | -           | -           | 16     | 3      | 7      | 6      | 18,75      | Resc cons       |
| Totale Kuban Krasnodar    | Totale Kuban Krasnodar    | Totale Kuban Krasnodar    | 101        | 44         | 31         | 26         |                 | 3               | 0               | 0               | 3               |                    | -                  | -                  | -                  | -                  |             | -           | -           | -           | -           | 104    | 44     | 31     | 29     | 42,31      |                 |
| nov. 2016-2017            | Al-Nasr                   | PL                        | 21         | 10         | 3          | 8          | PC+CdL          | 4+6             | 3+3             | 0+2             | 1+1             | -                  | -                  | -                  | -                  | -                  | -           | -           | -           | -           | -           | 31     | 16     | 5      | 10     | 51,61      | Sub, 6°         |
| 2017-2018                 | CFR Cluj                  | Lig I                     | 36         | 23         | 10         | 3          | CR              | 1               | 0               | 1               | 0               | -                  | -                  | -                  | -                  | -                  | -           | -           | -           | -           | -           | 37     | 23     | 11     | 3      | 62,16      | 1°              |
| 2018                      | Guizhou Zhicheng          | CSL                       | 19         | 6          | 2          | 11         | CC              | 2               | 0               | 1               | 1               | -                  | -                  | -                  | -                  | -                  | -           | -           | -           | -           | -           | 21     | 6      | 3      | 12     | 28,57      | Sub, 16° (ret.) |
| mar. 2019                 | Guizhou Zhicheng          | CL1                       | 2          | 1          | 0          | 1          | CC              | 0               | 0               | 0               | 0               | -                  | -                  | -                  | -                  | -                  | -           | -           | -           | -           | -           | 2      | 1      | 0      | 1      | 50,00      | Dim             |
| Totale Guizhou Zhicheng   | Totale Guizhou Zhicheng   | Totale Guizhou Zhicheng   | 21         | 7          | 2          | 12         |                 | 2               | 0               | 1               | 1               |                    | -                  | -                  | -                  | -                  |             | -           | -           | -           | -           | 23     | 7      | 3      | 13     | 30,43      |                 |
| mar.-mag. 2019            | CFR Cluj                  | Lig I                     | 8          | 5          | 2          | 1          | CR              | 2               | 0               | 1               | 1               | -                  | -                  | -                  | -                  | -                  | -           | -           | -           | -           | -           | 10     | 5      | 3      | 2      | 50,00      | Sub, 1°         |
| 2019-2020                 | CFR Cluj                  | Liga I                    | 36         | 22         | 9          | 5          | CR              | 1               | 0               | 1               | 0               | UCL+UEL            | 8+8                | 3+4                | 2+2                | 3+2                | SR          | 1           | 0           | 0           | 1           | 54     | 29     | 14     | 11     | 53,70      | 1°              |
| ago.-nov. 2020            | CFR Cluj                  | Liga I                    | 11         | 6          | 3          | 2          | CR              | 1               | 0               | 0               | 1               | UCL+UEL            | 2+6                | 1+3                | 1+1                | 0+2                | -           | -           | -           | -           | -           | 20     | 10     | 5      | 5      | 50,00      | Eson            |
| gen.-feb. 2021            | Kayserispor               | SL                        | 8          | 2          | 3          | 3          | TK              | 0               | 0               | 0               | 0               | -                  | -                  | -                  | -                  | -                  | -           | -           | -           | -           | -           | 8      | 2      | 3      | 3      | 25,00      | Sub, Dim        |
| set. 2021-2022            | CFR Cluj                  | Liga I                    | 33         | 23         | 5          | 5          | CR              | 1               | 0               | 0               | 1               | UECL               | 6                  | 1                  | 1                  | 4                  | -           | -           | -           | -           | -           | 40     | 24     | 6      | 10     | 60,00      | 1°              |
| 2022-2023                 | CFR Cluj                  | Liga I                    | 40         | 22         | 7          | 11         | CR              | 5               | 2               | 2               | 1               | UCL+UECL           | 2+14               | 0+6                | 2+5                | 0+3                | SR          | 1           | 0           | 0           | 1           | 62     | 30     | 16     | 16     | 48,39      | 3°              |
| 2023                      | Jeonbuk Hyundai           | K1                        | 16+5       | 7+2        | 4+2        | 5+1        | CCS             | 3               | 2               | 0               | 1               | ACL                | 10                 | 5                  | 2                  | 3                  | -           | -           | -           | -           | -           | 34     | 16     | 8      | 10     | 47,06      | Sub, 4°         |
| mar.-apr. 2024            | Jeonbuk Hyundai           | K1                        | 5          | 0          | 3          | 2          | CCS             | 0               | 0               | 0               | 0               | ACL2               | -                  | -                  | -                  | -                  | -           | -           | -           | -           | -           | 5      | 0      | 3      | 2      | &0,00      | Eson            |
| Totale Jeonbuk Hyundai    | Totale Jeonbuk Hyundai    | Totale Jeonbuk Hyundai    | 26         | 9          | 9          | 8          |                 | 3               | 2               | 0               | 1               |                    | 10                 | 5                  | 2                  | 3                  |             | -           | -           | -           | -           | 39     | 16     | 11     | 12     | 41,03      |                 |
| mag. 2024                 | CFR Cluj                  | Liga I                    | 3          | 3          | 0          | 0          | CR              | -               | -               | -               | -               | UECL               | -                  | -                  | -                  | -                  | -           | -           | -           | -           | -           | 3      | 3      | 0      | 0      | 100,00&    | Sub, 2°         |
| 2024-2025                 | CFR Cluj                  | Liga I                    | 40         | 18         | 16         | 6          | CR              | 6               | 4               | 2               | 0               | UECL               | 6                  | 4                  | 1                  | 1                  | -           | -           | -           | -           | -           | 52     | 26     | 19     | 7      | 50,00      | 2°              |
| 2025-2026                 | CFR Cluj                  | Liga I                    | 4          | 1          | 1          | 2          | CR              | -               | -               | -               | -               | UEL                | 4                  | 2                  | 2                  | 0                  | SR          | 1           | 0           | 0           | 1           | 9      | 3      | 3      | 3      | 33,33      | In corso        |
| Totale Cluj               | Totale Cluj               | Totale Cluj               | 211        | 123        | 53         | 35         |                 | 17              | 6               | 7               | 4               |                    | 56                 | 24                 | 17                 | 15                 |             | 3           | 0           | 0           | 3           | 289    | 153    | 77     | 57     | 52,94      |                 |
| Totale carriera           | Totale carriera           | Totale carriera           | 666        | 332        | 182        | 152        |                 | 63              | 33              | 11              | 19              |                    | 83                 | 34                 | 26                 | 23                 |             | 6           | 1           | 1           | 4           | 818    | 400    | 220    | 198    | 48,90      |                 |

## Palmarès

### Giocatore

#### Competizioni nazionali
- Campionato rumeno: 3

Steaua Bucarest: 1985-1986, 1987-1988, 1988-1989
- Coppa di Romania: 2

Steaua Bucarest: 1987-1988, 1988-1989
- Coppa d'Inghilterra: 2

Chelsea: 1996-1997, 1999-2000
- Coppa di Lega inglese: 1

Chelsea: 1997-1998

#### Competizioni internazionali
- Coppa delle Coppe: 1

Chelsea: 1997-1998
- Supercoppa UEFA: 1

Chelsea: 1998

### Allenatore
- Campionato rumeno: 5

Unirea Urziceni: 2008-2009
CFR Cluj: 2017-2018, 2018-2019, 2019-2020, 2021-2022
- Seconda serie russa: 1

Kuban Krasnodar: 2010
- Supercoppa di Romania: 1

Târgu Mureș: 2015
- Coppa di Cina: 1

Jiangsu Sainty: 2015
- Coppa di Romania: 1

CFR Cluj: 2024-2025